# Готландцы

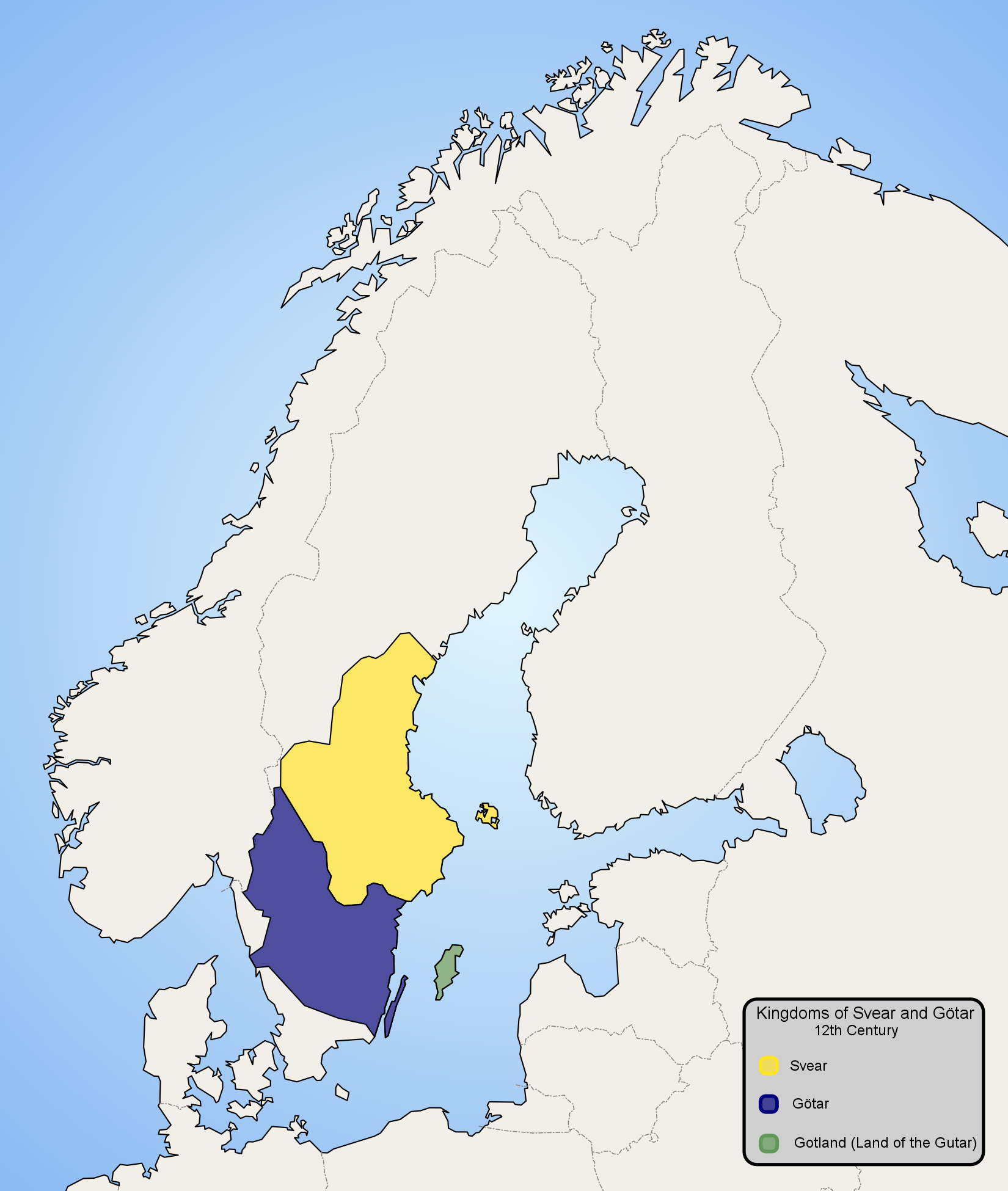
Швеция в IX веке.
Свеи
Гёты
Гуты

Гу́ты или готла́ндцы (швед. Guta, Gutar) — древнескандинавское (северогерманское) племя, в период с II в. до н. э по рубеж I и II тысячелетия населяли остров Готланд, в Балтийском море.
Гуты говорили на древнегутнийском языке, который был ассимилирован шведским языком в XVII—XVIII в. Древнегутнийский язык входит в скандинавскую (северогерманскую) группу языков.

## История
В эпоху викингов жители Готланда вели активную торговлю, о чём свидетельствуют 650 обнаруженных на острове кладов, состоящих из 140 тыс. арабских и западноевропейских монет и украшений. Контроль шведских конунгов над островом был довольно слабым. 
В средневековье благодаря выгодному расположению острова готландцы продолжали доминировать в балтийской торговле. Готландские купцы имели свой гостиный двор в Новгороде, а в 1161 году заключили договор с саксонским герцогом Генрихом Львом относительно режима торговли на Готланде и в Голштинии.
В  XVII—XVIII веках древнеготландский язык пережил сильное влияние шведского языка, в результате чего население перешло на новогутнийское наречие, а готландцы постепенно были ассимилированы шведами.

## Гутасага
О гутах написано в «Гутасаге».
До христианства гуты верили в священные места и языческих богов. Они приносили в жертву своих сыновей и дочерей, скот вместе с едой и питьём. Они делали это из страха. Вся страна приносила за себя высшее кровавое жертвоприношение людьми. Каждый тридьунг также приносил за себя человеческие жертвы. Но меньшие тинги приносили меньшие жертвы: скотом, едой и питьём.

## Вопрос о тождестве гутов и готов
Некоторые исследователи относят гутов к готам. Так, этноним гут для определения населения Готланда и этноним гот в восточном и западном диалектах древнеисландского языка звучит одинаково: в восточном — гутар; в западном — готар. Среди всех германских племён этот этноним относится только к готам и гутам .